# Innistrad

Il logo del set

Innistrad è un'espansione del gioco di carte collezionabili Magic: l'Adunanza, edito da Wizards of the Coast. In vendita in tutto il mondo dal 30 settembre 2011, è il primo set di tre del Blocco di Innistrad, che comprende anche Ascesa Oscura e Ritorno di Avacyn.

## Ambientazione
La storia di Magic si sposta in un piano dimensionale mai visitato prima: Innistrad. Questo nuovo universo trae ispirazione dalla letteratura gotica, e si presenta come un mondo oscuro dove la popolazione umana faticosamente riesce a sopravvivere alle forze del male, che sono quelle tipiche della letteratura horror: vampiri, lupi mannari, fantasmi e zombie.

### Le province di Innistrad
Da un punto di vista geografico Innistrad è diviso in quattro province, a loro volta suddivise in diverse parrocchie, unità amministrative queste ultime utilizzate dalla Chiesa di Avacyn, la religione venerata dagli esseri umani che abitano il piano dimensionale.

#### Gavony
Gavony è la provincia in cui gli esseri umani sono più forti e resistono meglio agli agguati delle forze oscure che li minacciano. All'estremo nord della provincia si trova Thraben, la città più grande dell'intero piano dimensionale, e anche il posto più sicuro. Da essa si diramano un numero di cittadine più piccole e villaggi, via via più piccoli e più pericolosi. Thraben ospita la Cattedrale di Avacyn, centro più importante della Chiesa di Avacyn e luogo dove l'arcangelo stesso venerato da questa confessione dimorava.

Gavony è suddivisa in cinque parrocchie: Thraben, che costituisce una parrocchia a sé stante; Effalen, Videns e Wittal, situate nella regione conosciuta come Nearheath; e Moorland, che prende il nome dall'altra regione di Gavony, a cui è sovrapposta, e che occupa la maggior parte del territorio della contea.

#### Kessig
Kessig è una provincia rurale, dove gli insediamenti umani sono abbastanza isolati fra di loro, circondati da terreni agricoli lambiti da fittissimi boschi. Kessig è infestata dai lupi mannari, che vivono nelle foreste o si mischiano fra la popolazione quando sono in forma umana.

#### Nephalia
Nephalia è la provincia con i più facili accessi all'oceano di Innistrad, e la sua popolazione umana è composta in larga parte da artigiani e commercianti. In Nephalia risiede la casata Stromkirk, l'unica "famiglia" di vampiri che non viva a Stensia, fondata a Drunau dal capostipite Runo. La provincia è costantemente infestata dalla Nebelgast, una foschia salmastra che varia con le maree e che porta nelle città un gran numero di fantasmi.

#### Stensia
Stensia è la provincia più oscura del piano dimensionale. Ancora largamente inesplorata, è la porzione di Innistrad dal paesaggio più impervio e selvaggio, e a causa delle sue catene montuose come le Alture Geier risulta anche la più isolata. I vampiri dimorano e regnano da tempi ancestrali su queste terre, e i pochi esseri umani che vi abitano conducono una vita di pastorizia continuamente vessata dai capricci degli aristocratici non morti.

## Caratteristiche
Innistrad è composta da 264 carte stampate a bordo nero. Venti di esse però sono bifronte, e riportano sul dorso un'altra carta diversa da quella stampata a fronte, facendo così salire il numero delle singole carte dell'espansione a 284. Le carte sono così ripartite:
- per colore (conteggiando anche il retro delle bifronte): 43 bianche, 44 blu, 45 nere, 49 rosse, 49 verdi, 22 incolori, 5 multicolori, 27 terre.
- per rarità (senza conteggiare le carte stampate sul retro, che hanno tutte la stessa rarità del rispettivo fronte): 107 comuni, 67 non comuni, 59 rare, 16 rare mitiche e 15 terre base.

Il simbolo dell'espansione è composto da due aironi stilizzati rivolti verso l'esterno, e si presenta nei consueti quattro colori a seconda della rarità: nero per le comuni, argento per le non comuni, oro per le rare, e bronzo per le rare mitiche.
Innistrad è disponibile in bustine da 15 carte casuali e in 5 mazzi tematici precostituiti da 60 carte ciascuno:
- Legioni Spettrali (bianco/blu)
- Assalto Inquietante (blu/rosso)
- Sovranità Letale (nero/verde)
- Orgia di Sangue (nero/rosso)
- Respingere l'Oscurità (verde/bianco)

Nell'espansione è presente inoltre l'ultima carta creata da un vincitore del "Magic Invitational", un torneo tra i sedici migliori giocatori di un determinato anno comprendente diversi formati (molti dei quali inediti). Il premio per il vincitore era la possibilità di creare una carta che sarebbe stata stampata nei set futuri ed il cui artwork avrebbe avuto i suoi stessi tratti somatici. Nel caso di Innistrad si tratta del Mago Lanciorapido, progettata da Tiago Chan dopo la sua vittoria all'ultimo Magic Invitational tenutosi nel 2007.
Alcune carte di questa espansione e della successiva Ascesa Oscura sono incentrate intorno al tema del numero 13 per via del collegamento alla triscaidecafobia.

### Prerelease
Innistrad fu presentata in tutto il mondo durante i tornei di prerelease il 24 settembre 2011, in quell'occasione venne distribuita una speciale carta olografica promozionale bifronte: il Sindaco di Avabruck e la sua controparte stampata sul retro, l'Ulubranco Alfa. Entrambi i lati della carta presentavano un'illustrazione alternativa rispetto alla carta che si poteva trovare nelle bustine.

### Ristampe
Nel set sono state ristampate le seguenti carte da espansioni precedenti:
- Mikaeus, il Lunarca (stampato in anteprima nel set speciale From the Vault: Legends)
- Curiosità (presente nell'espansione Esodo e nel set base Ottava Edizione)
- Dissipare (dall'espansione Mirage)
- Pensarci Due Volte (dall'espansione Spirale Temporale)
- Antico Rancore (dall'espansione Spirale Temporale)
- Concime (dall'espansione Fortezza)
- Ritorno alla Natura (presente in tutti i set base dall'Ottava Edizione a Magic 2012 compresi, e nelle espansioni Assalto, Frammenti di Alara e Ascesa degli Eldrazi)
- Torcia Ardente (dall'espansione Zendikar)
- Quartiere Fantasma (dall'espansione Discordia)
- Grotta Scintillante (dall'espansione Lorwyn)

## Novità
Innistrad introduce nuove abilità nel gioco, oltre a riprenderne di vecchie. Inoltre in questa espansione vengono presentate tre nuove carte Planeswalker e diverse novità nelle regole.

### Nuove abilità

#### Morboso
Le carte con Morboso ("Morbid" in inglese) verificano che sia morta una creatura durante il turno, in tal caso hanno degli effetti aggiuntivi (una creatura "muore" quando viene messa dal campo di battaglia nel Cimitero). Queste abilità possono presentarsi su qualsiasi tipo di carta, ad esempio una stregoneria o un istantaneo possono avere degli effetti potenziati se prima di essere lanciati è già morta una creatura in quel turno; oppure dei permanenti come una creatura o un artefatto possono avere delle abilità innescate o attivate che si innescano o possono essere attivate solo se in quel turno è già morta una creatura.

### Anatemi
Anatema ("Curse" in inglese) è un nuovo sottotipo di incantesimo. Gli Anatemi non introducono regole specifiche nel gioco, ma ci sono altre carte che possono fare riferimento a questo nuovo sottotipo. Tutti gli Anatemi hanno però alcune caratteristiche in comune: tutti hanno anche il sottotipo Aura, sono quindi incantesimi che entrano nel campo di battaglia assegnati a qualcosa. Di solito le aure vanno assegnate ai permanenti sul campo di battaglia, come le creature o le terre, ma gli anatemi invece devono essere assegnati a un giocatore, che viene in questo modo maledetto finché l'incantesimo rimane in gioco. Gli anatemi hanno infatti sempre un effetto negativo sul giocatore incantato.

### Lottare
Lottare è una nuova parola chiave che indica un'azione che può intercorrere fra due creature in seguito all'effetto di una magia o di un'abilità. Quando due creature lottano, ognuna infligge all'altra un ammontare di punti danno pari alla propria forza. Nonostante questo duello sia molto simile nei fatti a quello che avviene durante la fase di combattimento, ci sono importanti differenze. Innanzitutto non si tratta di un combattimento, quindi se un effetto fa riferimento al danno da combattimento inflitto da una delle due creature, non si applica. Sempre per lo stesso motivo non vanno applicate le abilità che si attivano durante il combattimento, come Attacco improvviso o Doppio attacco, e le creature non vanno tappate, così come non è necessario che siano stappate per poter lottare. Ovviamente le creature muoiono come durante un normale combattimento se subiscono un numero di punti danno pari almeno alla propria costituzione.

### Carte bifronte
Per la prima volta nel gioco sono state stampate delle carte che non hanno il normale retro comune a tutte le carte di Magic, ma riportano su entrambi i lati le caratteristiche di una normale carta (come una creatura o un artefatto), da qui il termine "bifronte", perché ognuno dei lati è come se fosse una carta a se stante, con tanto di nome e caratteristiche differenti. Queste carte sono tutte permanenti (in maggioranza creature), e hanno la caratteristica di potersi a un certo punto trasformare nella loro controparte stampata sull'altro lato. Le bifronte mantengono comunque la distinzione fra fronte e retro della carta, che possono essere distinti in vari modi: ogni carta bifronte ha in alto a sinistra il simbolo di un Sole o di una Mezzaluna, il primo sul lato frontale e il secondo sul retro. Inoltre la grafica della carta sul retro è leggermente differente, (in modo simile alle carte pianotraslate di Caos Dimensionale), così da rendere immediatamente riconoscibile a colpo d'occhio di quale lato si tratta.
Le carte bifronte devono essere considerate sempre nel loro lato frontale quando non si trovano sul campo di battaglia, e possono essere giocate solo da questo lato (da qualsiasi zona vengano lanciate, sia essa mano, grimorio, esilio o cimitero). Una volta in gioco poi ognuna ha un diverso effetto che le permette di trasformarsi, a quel punto viene capovolta e cessa di essere la carta stampata sul fronte, diventando in tutti i sensi quella raffigurata sul retro. Per alcune carte bifronte questo processo è irreversibile, mentre altre possono ritrasformarsi innumerevoli volte, (il caso tipico è quello delle creature Mannaro). Dato che la carta rappresentata sul retro non può essere giocata, non necessita di un costo di mana. Stanti le regole del gioco, che definiscono il colore di un permanente in base al suo costo di mana, tutte le carte raffigurate sul retro sarebbero dovute essere incolori. Per ovviare a ciò nella linea del tipo di queste carte è riportato un pallino colorato, i cui colori sanciscono il colore del permanente.
Poiché il retro di una carta bifronte la rende individuabile dagli altri giocatori, è obbligatorio utilizzare delle bustine di plastica dal dorso completamente opaco, in cui inserire tutte le carte del mazzo. In alternativa si può mettere nel grimorio al posto di ogni carta bifronte una speciale carta sostitutiva, (distribuita nelle buste da 15 carte), che riporta su un lato il normale retro delle carte di Magic e sull'altro reca una lista di tutte le carte bifronte dell'espansione, in cui si deve annotare la carta posseduta che va a sostituire. Questa carta va rimpiazzata dalla vera carta bifronte ogni volta che anche gli altri giocatori hanno l'opportunità di vedere di cosa si tratta, (ad esempio quando viene giocata).

### Nuovi Planeswalker

#### Liliana del Velo
Liliana Vess ha stretto quattro patti con quattro demoni diversi in modo da rimanere giovane e in forze anche nel corso dei secoli. Raggiungerà Innistrad in cerca del Velo di catena, un potente artefatto magico che le donerà il potere necessario per uccidere i demoni ed impedire che possano reclamare la sua anima. Dopo un primo "test" sul planeswalker Garruk (che l'ha accidentalmente disturbata durante la ricerca) Liliana vagherà per il multiverso in cerca dei demoni per ucciderli, ignara che il potere del velo rischia di consumarla a sua volta.

#### Garruk Spietato / Garruk Maledetto dal Velo
Nel visitare il piano di Innistrad, Garruk viene maledetto in un incontro con Liliana Vess dall'artefatto noto come Velo di Catena. Oltre ad inquinare la magia di Garruk la maledizione lo corromperà mentalmente, spingendo il planeswalker ormai accecato dalla pazzia ad una caccia senza sosta a Liliana per tutto il multiverso nel tentativo di rimuovere la maledizione che lo affligge.
Questa carta è il primo Planeswalker stampato su una carta bifronte. Il concept verrà ripreso con Magic Origins (sebbene i Planeswalker di Origins vengono messi in gioco come creature, mentre Garruk è Planeswalker su entrambi i lati della carta).